# Бабадук
«Бабадук» (англ. The Babadook) — австралийский фильм ужасов 2014 года, режиссёром и сценаристом которого выступила Дженнифер Кент. Главную роль исполнила Эсси Дэвис. Фильм был снят студией Causeway Films и основан на короткометражном фильме «Монстр» 2005 года, режиссёром и сценаристом которого тоже является Дженнифер Кент. Фильм был представлен на фестивале Сандэнс и получил одобрительные отзывы кинокритиков.

## Сюжет
Амелия в одиночку растит своего шестилетнего сына Сэма. Мальчик родился в тот же день, когда погиб её муж, отвозивший Амелию в роддом. Сэм начинает странно себя вести: он плохо спит по ночам и мастерит оружие для борьбы с воображаемым монстром. Амелия вынуждена забрать сына из школы из-за его постоянных проблем с поведением.
Однажды Сэм находит книгу под названием «Мистер Бабадук». В ней рассказывается о сверхъестественном существе, которое мучает того, кто узнаёт о его существовании. Амелия встревожена содержанием книги, так как из-за неё Сэм думает, будто Бабадук преследует его по всему дому.
Вскоре начинаются необъяснимые вещи: двери открываются и закрываются сами по себе, Амелия находит в пище кусочки стекла, без видимого источника раздаются звуки. Женщина относит происходящее к выходкам сына, в то время как Сэм настаивает, что во всем виноват монстр Бабадук. В конце концов Амелия разрывает и выбрасывает книгу. У Сэма происходит конфликт с двоюродной сестрой: Руби не верит в существование Бабадука и дразнит Сэма, потому что у него нет отца. В итоге Сэм выталкивает её из шалаша на дереве, и Руби разбивает нос. Сестра Амелии предупреждает, чтобы Сэм держался от её семьи подальше.
Во время возвращения домой, Сэм видит монстра в видении и переживает припадок. Амелия убеждает врача выписать рецепт на успокоительные таблетки для сына. Она надеется, что это позволит выспаться и ей самой, так как её тоже тревожат проблемы со сном. Однажды утром Амелия слышит стук в дверь и находит на крыльце восстановленную книгу «Мистер Бабадук». В книге появляются новые страницы, на которых написано: «Могу потягаться. Поспорить возьмусь. Меня отрицаешь — сильней становлюсь». Также Амелия читает, что Бабадук будет расти внутри неё, и видит картинки, где она душит собаку, убивает Сэма и перерезает себе горло. В ужасе Амелия сжигает книгу. После получения жуткого телефонного звонка Амелия идет в полицию, однако из-за того, что книга как доказательство не предоставлена, Амелия уходит ни с чем. Её начинают посещать ужасные видения. Сначала ей мерещится, что на кухне ползают тараканы, затем образ Бабадука появляется позади ни о чём не подозревающей соседки. Ночью существо появляется на потолке спальни и проникает в Амелию.
На фоне ухудшения психического здоровья Амелия становится враждебной и показывает признаки того, что намерена нанести вред Сэму. Сэм звонит соседке, но Амелия в приступе ярости перерезает телефонный кабель. Амелия, сознанием которой овладел Бабадук, убивает собаку, как и было изображено в книге. Во время ссоры Сэм вонзает в ногу Амелии кухонный нож и завлекает её в подвал. Там при помощи установленных им ловушек мальчик связывает мать. Он умоляет женщину бороться с монстром внутри себя. Амелия на мгновение приходит в чувство и начинает борьбу с Бабадуком, одерживая над ним верх. Амелия думает, что испытание окончено, но невидимая сила вытягивает сына вверх по лестнице. Следуя за существом, Амелия находит Сэма в спальне. Бабадук в образе погибшего мужа Амелии возвращается снова и пытается отнять Сэма у Амелии. Амелия встаёт перед существом и кричит, что убьёт его, если он причинит боль сыну. Бабадук теряет силы и отступает в подвал, после чего двери за ним захлопываются.
Некоторое время спустя жизнь Амелии и Сэма принимает подобие нормальной жизни. Собрав большую миску червей, Амелия спускается в подвал, где заточён Бабадук. Она отдаёт червей существу, чтобы успокоить его, и уходит праздновать седьмой день рождения сына во двор.

## В ролях
- Эсси Дэвис — Амелия
- Тим Пёрселл — Бабадук
- Ной Уайзман — Сэм
- Дэниел Хеншелл — Робби
- Хейли Макэлхинни — Клэр
- Барбара Уэст — Грейси Роуч
- Бен Винспир — Оскар Ванек
- Кэти Адамек — Прю
- Крейг Беенна — Уоррен
- Адам Морган — сержант
- Пета Шеннон — Мать № 2
- Чарли Хольц — Малыш № 2

## Кассовые сборы
Фильм вышел в Северной Америке в ограниченном выпуске в 3 кинотеатрах и собрал 30 007 долларов. При относительно небольшом бюджете в 2 млн долларов фильм собрал 950 792 долларов в США и 6 млн долларов на международном уровне.

## Критика
Фильм получил признание у критиков. Согласно сайту Rotten Tomatoes на основе 243 рецензий 98 % критиков дали фильму положительную оценку со средним значением 8,2 из 10. Общий консенсус: «Бабадук опирается на настоящий ужас, а не на дешёвую страшилку — и в придачу предметом гордости является сердечная, действительно трогательная история».
Фильм также имеет 86 баллов из 100 и статус «всеобщее признание» на сайте Metacritic, основываясь на 34 мнениях критиков.
После просмотра фильма в 2014 году на кинофестивале фильмов-ужасов Stanley Film Festival Флэй Оттерс написал на популярном фан-сайте HorrorMovies.ca: «Это фильм, который смешивает энергичный рассказ с самоотверженным мастерством … Это продуманный, выдержанный и, без сомнения, один из лучших фильмов ужасов в этом году».
30 ноября 2014 режиссёр фильма «Изгоняющий дьявола» Уильям Фридкин написал в Twitter: «„Психо“, „Чужой“, „Дьяволицы“ и теперь „Бабадук“».
Фридкин также добавил: «Я никогда не видел куда более ужасающий фильм, чем „Бабадук“. Он напугает вас, как это было и со мной».
Марк Кермод назвал «Бабадук» лучшим фильмом 2014 года.

## Награды и номинации
| Премия                                          | Дата              | Категория                        | Имя             | Результат |
| ----------------------------------------------- | ----------------- | -------------------------------- | --------------- | --------- |
| 4-я AACTA Awards                                | 27/29 января 2015 | Лучший фильм                     | Кристина Кейтон | Победа    |
| 4-я AACTA Awards                                | 27/29 января 2015 | Лучший фильм                     | Кристиан Мольер | Победа    |
| 4-я AACTA Awards                                | 27/29 января 2015 | Лучшая режиссура                 | Дженнифер Кент  | Победа    |
| 4-я AACTA Awards                                | 27/29 января 2015 | Лучший оригинальный сценарий     | Дженнифер Кент  | Победа    |
| 4-я AACTA Awards                                | 27/29 января 2015 | Лучшая актриса первого плана     | Эсси Дэвис      | Номинация |
| 4-я AACTA Awards                                | 27/29 января 2015 | Лучший монтаж                    | Саймон Нийо     | Номинация |
| 4-я AACTA Awards                                | 27/29 января 2015 | Лучшая художественная постановка | Алекс Холмс     | Номинация |
| 4-я AACTA International Awards                  | 31 января 2015    | Лучшая актриса                   | Эсси Дэвис      | Номинация |
| Премия Общества кинокритиков Детройта           | [уточнить]        | Лучшая актриса                   | Эсси Дэвис      | Номинация |
| Премия Общества кинокритиков Детройта           | [уточнить]        | Главное открытие                 | Дженнифер Кент  | Номинация |
| Сообщество кинокритиков Нью-Йорка Awards 2014   | 1 декабря 2014    | Best First Feature               | Кристина Кейтон | Победа    |
| Сообщество кинокритиков Нью-Йорка Awards 2014   | 1 декабря 2014    | Best First Feature               | Кристиан Мольер | Победа    |
| Online Film Critics Society Awards 2014         | 15 декабря 2014   | Лучшая актриса                   | Эсси Дэвис      | Номинация |
| Общество кинокритиков Сан-Франциско Awards 2014 | 12 декабря 2014   | Лучшая актриса                   | Эсси Дэвис      | Номинация |
| 20-я Critics' Choice Award                      | 15 января 2015    | Best Young Performer             | Ной Уайзман     | Номинация |